# Ciparska funta
Ciparska funta, ISO 4217: CYP je bila službena valuta u Republici Cipar do 1. siječnja 2008. kada je zamijenjena eurom u omjeru 0,585274 funti za 1 euro. Označavala se simbolom £, a dijelila se na 100 centi.